# Like a Dragon (série de jeux vidéo)
Pour les articles homonymes, voir Yakuza (homonymie).
Like a Dragon (龍が如く, Ryū ga Gotoku, litt. Comme un dragon), anciennement connu sous le nom Yakuza en Occident jusqu'en 2022, est une série de jeux vidéo d'action-aventure créée et détenue par Sega.
À partir de Yakuza: Like a Dragon, la série change de genre et devient un JRPG, pour le différencier avec le spin-off Judgment qui reste un jeu vidéo d'action-aventure et devient une série à part entière avec un second épisode.

## Lieux
La série Like a Dragon se déroule principalement dans le quartier fictif de Kamurochō (神室町), inspiré de Kabukichō, un véritable quartier chaud de Tokyo. D'autres lieux réels apparaissent également dans la série, notamment :
- Dōtonbori et Shinsekai, à Osaka (renommés respectivement "Sōtenbori" et "Shinseichō" en jeu, dans Yakuza 2, Yakuza 5, Yakuza 0 et Like a Dragon Gaiden)[3],[4]
- Kokusai Dōri et le centre-ville de Naha, à Okinawa (renommés "Downtown Ryukyu" dans Yakuza 3)[5]
- Nakasu, à Fukuoka (renommé "Nagasugai" dans Yakuza 5)
- Susukino, à Hokkaidō (renommé "Tsukimino" dans Yakuza 5)
- Le quartier Nishiki de Sakae, à Nagoya (renommé "Kineicho" dans Yakuza 5)
- Onomichi, à Hiroshima (dans Yakuza 6)[6],[7]
- Isezakichō, à Yokohama (renommé en "Isezaki Ijincho" dans Yakuza: Like a Dragon, Lost Judgment, Like a Dragon Gaiden et Like a Dragon: Infinite Wealth)[8],[9]
- Honolulu, à Hawaii (dans Infinite Wealth et Pirate Yakuza in Hawaii)[10]

L’apparence des quartiers et des villes présents dans les jeux est basée sur leur état réel à l’époque de la sortie de chaque opus, et ceux-ci sont souvent rénovés et réaménagés dans les épisodes plus récents. Cependant, certains magasins et bâtiments diffèrent souvent de leurs équivalents réels ou arborent des marques fictives, remplacées soit par des placements de produits réels, soit par des lieux importants pour le scénario.

## Jeux vidéo
En 2025, la série Yakuza / Like a Dragon compte neuf jeux principaux, chacun suivant les événements du titre précédent. À l’exception du préquel Yakuza 0, les épisodes ont été publiés dans l’ordre chronologique. La série comprend également plusieurs titres dérivés (spin-offs), mettant en scène d’autres protagonistes ou se déroulant dans des cadres différents.
À l’exception des titres Kurohyō: Ryū ga Gotoku, développés par Syn Sophia, et de Streets of Kamurocho, développé par Empty Clip Studios, tous les jeux ont été conçus par l’équipe CS1 R&D de Sega, renommée par la suite Ryū ga Gotoku Studio.
| 2005                       | Yakuza                                            | PlayStation 2, PlayStation 3, Wii U                                |
| 2006                       | Yakuza 2                                          | PlayStation 2, PlayStation 3, Wii U                                |
| 2008                       | Yakuza Kenzan!                                    | PlayStation 3                                                      |
| 2009                       | Yakuza 3                                          | PlayStation 3, PlayStation 4, Windows, Xbox One                    |
| 2010                       | Yakuza 4                                          | PlayStation 3, PlayStation 4, Windows, Xbox One                    |
| 2010                       | Kurohyō: Ryū ga Gotoku Shinshō                    | PlayStation Portable                                               |
| 2011                       | Yakuza: Dead Souls                                | PlayStation 3                                                      |
| 2012                       | Kurohyō 2: Ryū ga Gotoku Ashura Hen               | PlayStation Portable                                               |
| 2012                       | Yakuza 5                                          | PlayStation 3, PlayStation 4, Windows, Xbox One                    |
| 2014                       | Like a Dragon Ishin!                              | PlayStation 3, PlayStation 4                                       |
| 2015                       | Yakuza 0                                          | PlayStation 3, PlayStation 4, Windows, Xbox One, Nintendo Switch 2 |
| 2016                       | Yakuza Kiwami                                     | PlayStation 3, PlayStation 4, Windows, Xbox One, Nintendo Switch   |
| 2016                       | Yakuza 6: The Song of Life                        | PlayStation 4, Windows, Xbox One                                   |
| 2017                       | Yakuza Kiwami 2                                   | PlayStation 4, Windows, Xbox One                                   |
| 2018                       | Fist of the North Star: Lost Paradise             | PlayStation 4                                                      |
| 2018                       | Ryū ga Gotoku Online                              | Android, iOS, Windows                                              |
| 2018                       | Judgment                                          | PlayStation 4, PlayStation 5, Stadia, Windows, Xbox Series X/S     |
| 2020                       | Yakuza: Like a Dragon                             | PlayStation 4, PlayStation 5, Windows, Xbox One, Xbox Series X/S   |
| 2020                       | Streets of Kamurocho                              | Windows                                                            |
| 2021                       | Lost Judgment                                     | PlayStation 4, PlayStation 5, Windows, Xbox One, Xbox Series X/S   |
| 2023                       | Like a Dragon Ishin!                              | PlayStation 4, PlayStation 5, Windows, Xbox One, Xbox Series X/S   |
| 2023                       | Like a Dragon Gaiden: The Man Who Erased His Name | PlayStation 4, PlayStation 5, Windows, Xbox One, Xbox Series X/S   |
| 2024                       | Like a Dragon: Infinite Wealth                    | PlayStation 4, PlayStation 5, Windows, Xbox One, Xbox Series X/S   |
| 2025                       | Like a Dragon: Pirate Yakuza in Hawaii            | PlayStation 4, PlayStation 5, Windows, Xbox One, Xbox Series X/S   |
| Notes: - Spin-off - Remake |                                                   |                                                                    |

## Postérité

### Cinéma
- 2007 : Yakuza : L'Ordre du dragon

### Télévision
- 2024 : Like a Dragon: Yakuza